# Andrew Sachs

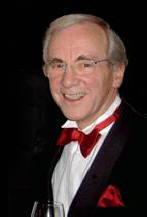
Andrew Sachs 2006.

Andrew Sachs, född Andreas Siegfried Sachs den 7 april 1930 i Berlin i Tyskland, död 23 november 2016 i London, var en tysk-brittisk skådespelare.
Sachs föddes i Berlin, men då hans far var jude flydde familjen till Storbritannien 1938 för att undvika judeförföljelserna i Nazityskland. Han började skådespela på teatrarna i West End 1958 och under 1960-talet spelade han i ett flertal TV-serier, däribland Helgonet. Kanske mest känd är Sachs för sin roll som den fumlige spanske servitören Manuel i TV-serien Pang i bygget. 
Sachs arbetade även som röstskådespelare i flera dokumentärfilmer och som inläsare av ljudböcker, bland annat böckerna om "Narnia”. På senare år spelade han bland annat Ramsay Clegg i serien Coronation Street.